# Coves de Rialb
Les coves de Rialb és un jaciment arqueològic del Paleolític a Rialb, municipi de Queralbs al Ripollès, inclòs a l'Inventari del Patrimoni Arqueològic i Paleontològic de Catalunya.
Es troba al costat de la via del cremallera de Núria. A més del jaciment arqueològic, les coves també són visitades per a fer espeleologia i presenten una fauna cavernícola. Són origen de llegendes populars com la de les dones de l'aigua. Són a 1.045 m d'altitud i tenen un recorregut de 501 m. Entre d'altres, les coves han estat estudiades per Eudald Carbonell. Les restes trobades són posteriors al paleolític, de 5.000 anys i del Paleolític, 15.000 anys aC.
Les coves de Rialb van ser objecte d'investigació per l'Institut d'Estudis Catalans a la dècada dels 1930. Més tard s'hi havien recollit materials ceràmics als anys 1960 per estudiants del col·legi que estava situat prop de la cova i que tenia el mateix nom. L'any 1970, Eudald Carbonell i Ramon Busquets comencen les tasques de recuperació dels materials entre les terres remogudes per les anteriors excavacions.
L'entrada de secció arrodonida ens porta a una sala de grans dimensions de volta ovalada i oberta a l'exterior pel seu costat NE, quedant tallada per la via del cremallera de Núria. Del costat NO més proper a la via, surt una estreta galeria plana d'uns 30 metres de recorregut, que torna a sortir a l'exterior per un petit forat. Pel costat oposat, a l'esquerra de la boca d'entrada hi trobem un conducte ascendent que acaba als pocs metres. A la part SO de la sala hi ha una serie de conductes, en un dels quals hi trobem el punt de màxim desnivell de la cavitat +12 metres. Al fons de la sala d'entrada comença la que podríem anomenar Galeria principal, d'uns 45 metres de longitud i de la que surten diverses branques de molt distinta configuració vers l'interior de la muntanya, oscil·lant llurs recorreguts entre els 15 i 30 metres. També cap a l'exterior hi ha un conjunt de petits conductes, que comuniquen per diferents punts la primera meitat de la galeria amb la part septentrional del vestíbul d'entrada. Després del recorregut esmentat a la Galeria principal, aquesta arriba a una sala terminal totalment ocupada per enderrocs, essent tallada perpendicularment per una nova galeria que per l'esquerra ascendeix fins a arribar a una zona inundada, un cop superada i quasi al final de la galeria trobem un nou tram de cova de direcció NO-SE també ascendent i amb un fort pendent, d'uns 30 metres de recorregut. De la part central d'aquesta llarga galeria de direcció NE-SO, comença un nou conducte perpendicular de direcció NO, que gira als pocs metres, comunicant per diferents ressalts verticals amb un pis inferior pràcticament superposat a tot el llarg del seu recorregut. Llurs desenvolupaments són de 38 i 30 metres respectivament. Situats de nou a la sala terminal de la Galeria principal, per la dreta d'aquesta, la galeria baixa en lleuger pendent fins a assolir en el seu punt inferior els -26 metres de fondària. El desnivell total de la cavitat és de 38 metres (+12/-26).